# なかやまて由希
なかやまて由希（なかやまて ゆき、1960年8月12日 - 2022年12月23日）は、日本の元歌手。身長163cm（1981年当時）。

## 来歴・人物
東京都出身。子供の頃から歌が好きだった。小学生時代からピアノを習い始めて、「給食の唄」「緑のおばさんの唄」など自作の曲を作り始め、自作の曲がNHK総合『あなたのメロディー』で放送されたこともあった。中学生時代からギターを始め、高校は東京都立練馬高等学校に入学（政治家の長妻昭、タレント・俳優の西山浩司は高校の同級生）、高校生時代は文化祭でロックやフォークソングを歌い、文化祭の花形だったという。「ヤマハ イースト・ウエスト」の地区予選にも出場した。
高校卒業後出版社でOLをしながら、自主的に音楽活動を続ける。その後、デモテープが音楽関係者に認められて歌手デビューが決まり、1980年にシングル『テレフォン・ボックス』で歌手デビュー。デビュー時に付いた自身のキャッチフレーズは「Good bye City，ミントブルーの中で…」。歌手、シンガーソングライター、バックコーラスとして活動していた。佐野元春のコーラス、プリティ・フラミンゴスにも参加していた。
1983年に発症した疾病により、その年の3月に音楽業界を引退。
長期間の療養、充電期間を経て、2000年以降、なかやまて(yuki-mam)由希というwebネームを使用して、自身のブログ、Instagram、facebook、Twitter、mixiに投稿している。
2013年よりオルガニストでプロデューサーの池田皓一と2人でATERIER FORESTというユニットを組んで、YouTubeに作品をゆったりペースで載せている。
2022年12月23日に膵臓癌のため亡くなったことが、音楽ライターの池上尚志により報告された。
妹が2人居り、そのうち1人は着付け師をしている。

## ディスコグラフィ

### シングル
| 発売日         | 面         | タイトル             | 作詞           | 作曲           | 編曲       | 規格       | 規格品番   |
| ポリスター     | ポリスター | ポリスター           | ポリスター     | ポリスター     | ポリスター | ポリスター | ポリスター |
| -------------- | ---------- | -------------------- | -------------- | -------------- | ---------- | ---------- | ---------- |
| 1980年11月25日 | A          | テレフォン・ボックス | なかやまて由希 | なかやまて由希 | 丸山恵市   | EP         | 6P-16      |
| 1980年11月25日 | B          | FLASH                | なかやまて由希 | なかやまて由希 | 大村雅朗   | EP         | 6P-16      |
| 1981年6月25日  | A          | やさしく傷つけて     | 松本隆         | 林哲司         | 林哲司     | EP         | 7P-23      |
| 1981年6月25日  | B          | Party                | なかやまて由希 | なかやまて由希 | 西本明     | EP         | 7P-23      |
| 1982年11月25日 | A          | 抱擁                 | 佐藤純彌       | 筒美京平       | 川村栄二   | EP         | 7P-64      |
| 1982年11月25日 | B          | あまくみないで       | 佐藤純彌       | 筒美京平       | 川村栄二   | EP         | 7P-64      |

### アルバム
| 発売日        | アルバム | レーベル      | 規格       | 規格品番     |
| ポリスター    | ポリスター | ポリスター    | ポリスター | ポリスター   |
| ------------- | --- | ------------- | ---------- | ------------ |
| 1981年        | Hold Me Tender ※ 注記以外、作詞・作曲：なかやまて由希 A面 1. 見つめられると…（編曲：大村雅朗） 2. Flash（編曲：大村雅朗） 3. あぁ悲しや Lady Driver（編曲：西本明） 4. 帰る秋（作詞：小泉長一郎、編曲：大村雅朗） 5. Long Hair Blue（編曲：丸山恵市） B面 1. テレフォン・ボックス（編曲：丸山恵市） 2. 懐かしい風景（編曲：西本明） 3. いぢわる潮風（編曲：西本明） 4. 聞かせて…（編曲：西本明） | ポリスター    | LP         | 26P-10       |
| 1981年        | Hold Me Tender ※ 注記以外、作詞・作曲：なかやまて由希 A面 1. 見つめられると…（編曲：大村雅朗） 2. Flash（編曲：大村雅朗） 3. あぁ悲しや Lady Driver（編曲：西本明） 4. 帰る秋（作詞：小泉長一郎、編曲：大村雅朗） 5. Long Hair Blue（編曲：丸山恵市） B面 1. テレフォン・ボックス（編曲：丸山恵市） 2. 懐かしい風景（編曲：西本明） 3. いぢわる潮風（編曲：西本明） 4. 聞かせて…（編曲：西本明） | ポリスター    | CT         | 26X-10       |
| 1983年3月     | OCTOPUSSY～恋する女たち～ ※ 全作曲：筒美京平 A面／編曲：佐久間正英 1. アンジェ・ブラン（作詞：ちあき哲也） 2. トロワ（作詞：ちあき哲也） 3. おんな教師（作詞：ちあき哲也） 4. 重役室 P.M 4（作詞：竹花いち子） B面／編曲：茂木由多加 1. 噂のフィンガー（作詞：竹花いち子） 2. シルエット・コール（作詞：ちあき哲也） 3. トップ・モデル（作詞：よこすか未美） 4. チキータ（作詞：よこすか未美）   | ポリスター    | LP         | 28P-44       |
| 1983年3月     | OCTOPUSSY～恋する女たち～ ※ 全作曲：筒美京平 A面／編曲：佐久間正英 1. アンジェ・ブラン（作詞：ちあき哲也） 2. トロワ（作詞：ちあき哲也） 3. おんな教師（作詞：ちあき哲也） 4. 重役室 P.M 4（作詞：竹花いち子） B面／編曲：茂木由多加 1. 噂のフィンガー（作詞：竹花いち子） 2. シルエット・コール（作詞：ちあき哲也） 3. トップ・モデル（作詞：よこすか未美） 4. チキータ（作詞：よこすか未美）   | ポリスター    | CT         | 28X-44       |
| 2015年6月3日  | OCTOPUSSY～恋する女たち～ ※ 全作曲：筒美京平 A面／編曲：佐久間正英 1. アンジェ・ブラン（作詞：ちあき哲也） 2. トロワ（作詞：ちあき哲也） 3. おんな教師（作詞：ちあき哲也） 4. 重役室 P.M 4（作詞：竹花いち子） B面／編曲：茂木由多加 1. 噂のフィンガー（作詞：竹花いち子） 2. シルエット・コール（作詞：ちあき哲也） 3. トップ・モデル（作詞：よこすか未美） 4. チキータ（作詞：よこすか未美）   | Solid Records | CD         | CDSOL-1657   |
| 2020年7月8日  | OCTOPUSSY～恋する女たち～ ※ 全作曲：筒美京平 A面／編曲：佐久間正英 1. アンジェ・ブラン（作詞：ちあき哲也） 2. トロワ（作詞：ちあき哲也） 3. おんな教師（作詞：ちあき哲也） 4. 重役室 P.M 4（作詞：竹花いち子） B面／編曲：茂木由多加 1. 噂のフィンガー（作詞：竹花いち子） 2. シルエット・コール（作詞：ちあき哲也） 3. トップ・モデル（作詞：よこすか未美） 4. チキータ（作詞：よこすか未美）   | Solid Records | CD         | UVPR-30035   |
| 2023年2月22日 | OCTOPUSSY～恋する女たち～ ※ 全作曲：筒美京平 A面／編曲：佐久間正英 1. アンジェ・ブラン（作詞：ちあき哲也） 2. トロワ（作詞：ちあき哲也） 3. おんな教師（作詞：ちあき哲也） 4. 重役室 P.M 4（作詞：竹花いち子） B面／編曲：茂木由多加 1. 噂のフィンガー（作詞：竹花いち子） 2. シルエット・コール（作詞：ちあき哲也） 3. トップ・モデル（作詞：よこすか未美） 4. チキータ（作詞：よこすか未美）   | Lawsongs, Inc | LP         | HRLP280      |
| 2023年3月10日 | OCTOPUSSY～恋する女たち～ ※ 全作曲：筒美京平 A面／編曲：佐久間正英 1. アンジェ・ブラン（作詞：ちあき哲也） 2. トロワ（作詞：ちあき哲也） 3. おんな教師（作詞：ちあき哲也） 4. 重役室 P.M 4（作詞：竹花いち子） B面／編曲：茂木由多加 1. 噂のフィンガー（作詞：竹花いち子） 2. シルエット・コール（作詞：ちあき哲也） 3. トップ・モデル（作詞：よこすか未美） 4. チキータ（作詞：よこすか未美）   | Lawsongs, Inc | CD         | 826853003537 |
| 2024年7月3日  | OCTOPUSSY～恋する女たち～ ※ 全作曲：筒美京平 A面／編曲：佐久間正英 1. アンジェ・ブラン（作詞：ちあき哲也） 2. トロワ（作詞：ちあき哲也） 3. おんな教師（作詞：ちあき哲也） 4. 重役室 P.M 4（作詞：竹花いち子） B面／編曲：茂木由多加 1. 噂のフィンガー（作詞：竹花いち子） 2. シルエット・コール（作詞：ちあき哲也） 3. トップ・モデル（作詞：よこすか未美） 4. チキータ（作詞：よこすか未美）   | Solid Records | CD         | UVPR-60031   |

### その他シングル
「STEVANY（ステファニー）」名義で 24時間テレビで放映された『アンドロメダ・ストーリーズ』のアニメ版（1982年）のエンディングテーマ「永遠の一秒」を歌っている。10052-07(vapレコード)
- 作詞：山川啓介 / 作曲・編曲：大野雄二 / 歌：STEVANY（ステファニー）
「永遠の一秒」は、ラジオ関西の「青春ラジメニア」の記念アルバムにて初CD化が決定した。2019年6月発売[7]

## プリティ・フラミンゴス
ザ・ハートランド（佐野元春のバックバンド）の女性コーラスメンバーである「プリティ・フラミンゴス」（Pretty Flamingos）に在籍していた（1980年〜83年頃）。
プリティ・フラミンゴスのメンバー変遷は以下のとおり。
- 第1期：白井貴子、なかやまて由希など
- 第2期：なかやまて由希、杉本和世、ハッチ
- 第3期：なかやまて由希（ステファニー）、杉本和代、桑田りん

なお、プリティ・フラミンゴスは、上記にはないメンバーで『NIAGARA TRIANGLE Vol.2』の「SANO’S SIDE」にコーラスとして参加している。
なかやまて由希として佐野元春の2ndアルバム「HEART BEAT」の中の「グッド・バイブレーション」のコーラスを担当している。

## 出演

### ラジオ
- HAND IN HAND 〜ミッドナイトパーティー〜（MBSラジオ） - 木曜パーソナリティ（1981年4月 - 1982年3月）